# Doris Kuhlmann-Wilsdorf
Doris Kuhlmann-Wilsdorf (Alemanha, 15 de fevereiro de 1922 – Charlottesville, 25 de março de 2010) foi uma física alemã.